# Audi A6 (C8)
Audi A6 (C8) — пятое поколение Audi A6 (внутреннее обозначение Typ 4K). Производится с 2018 года.

## Описание
Впервые модель Audi A6 C8 была представлена 28 февраля 2018 года. Премьера состоялась на Женевском автосалоне в марте 2018 года. В середине апреля 2018 года был представлен универсал. В январе 2019 года была представлена удлинённая модификация, получившая индекс A6L.
С апреля 2019 года производится спортивный вариант Audi S6 с дизельным двигателем внутреннего сгорания.
В начале июня 2019 года был представлен полноприводный вариант Audi A6 Allroad Quattro на базе универсала Avant. С августа 2019 года производится вариант Audi RS6 Avant.
Современная версия Audi A6 C8 производится с 2022 года.

## Галерея

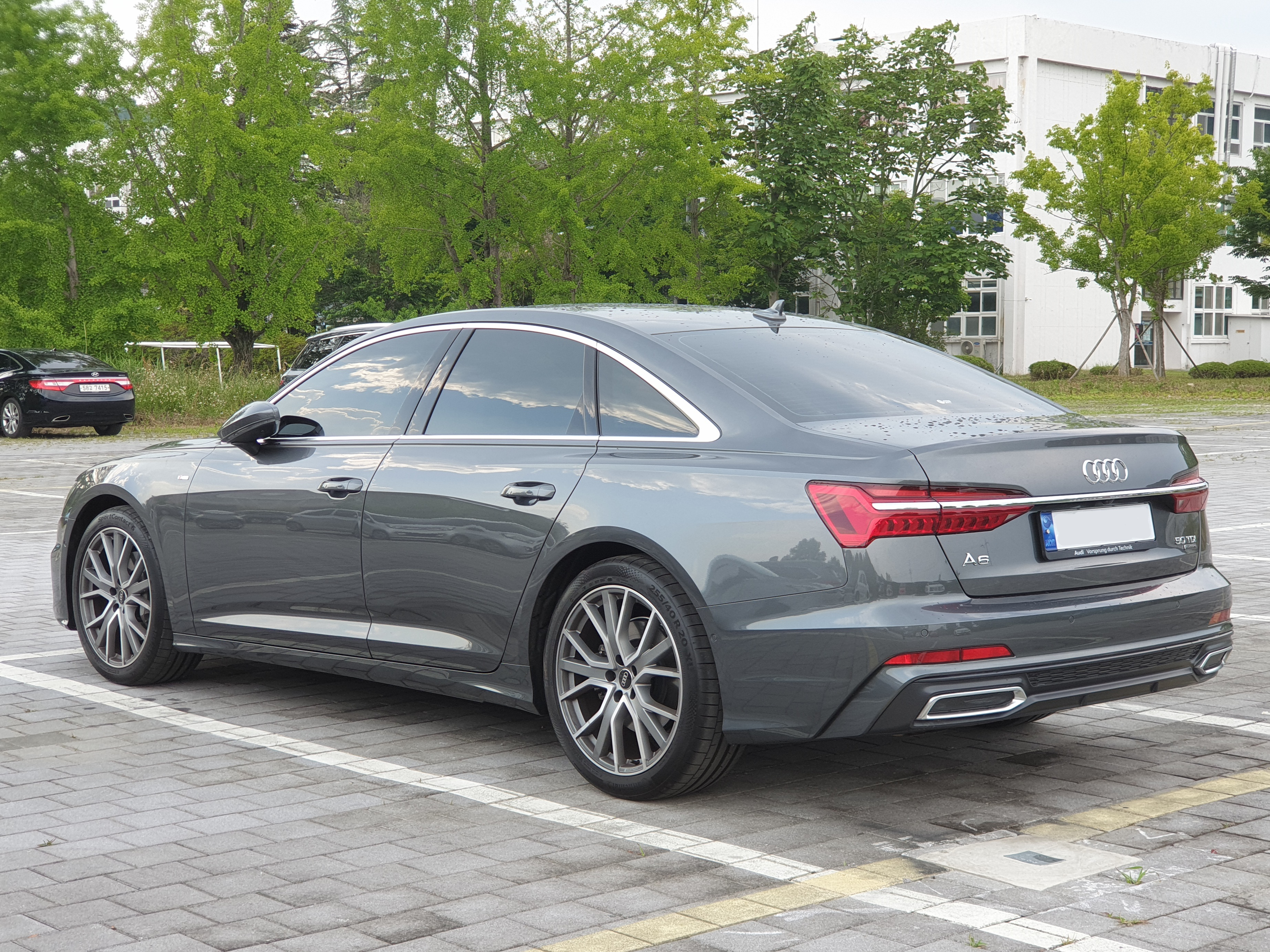
Audi A6 C8
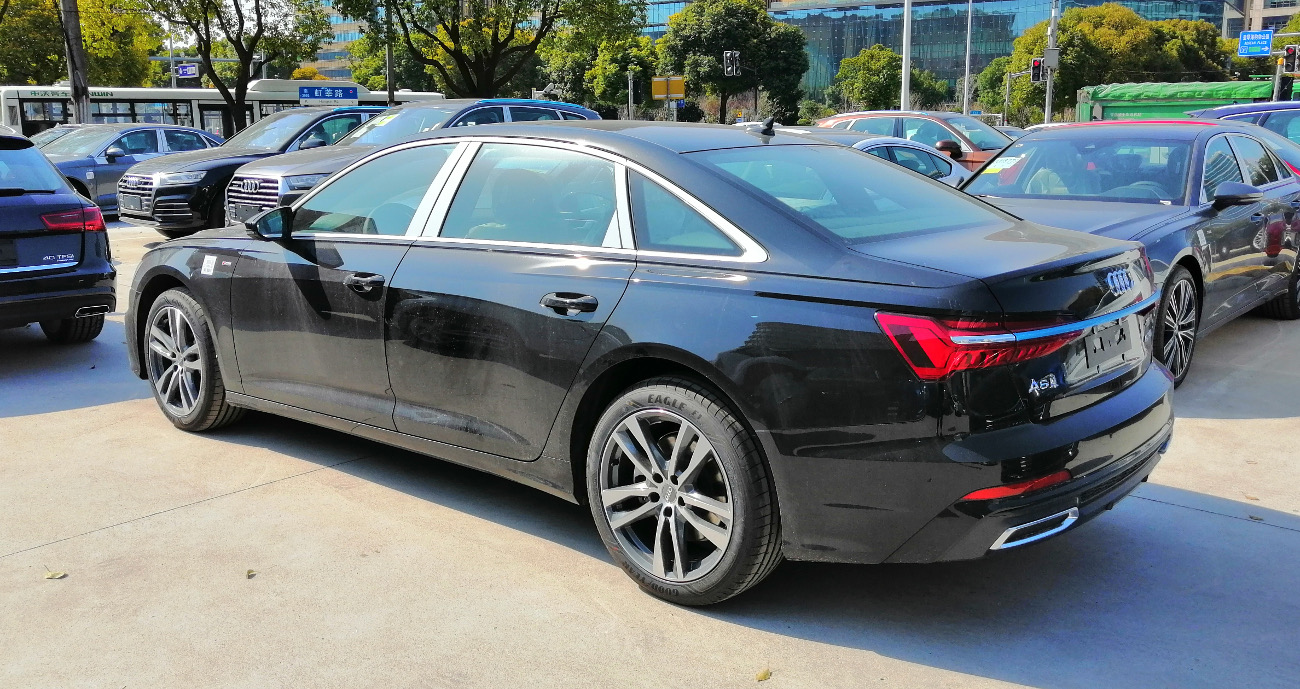
Audi A6L C8
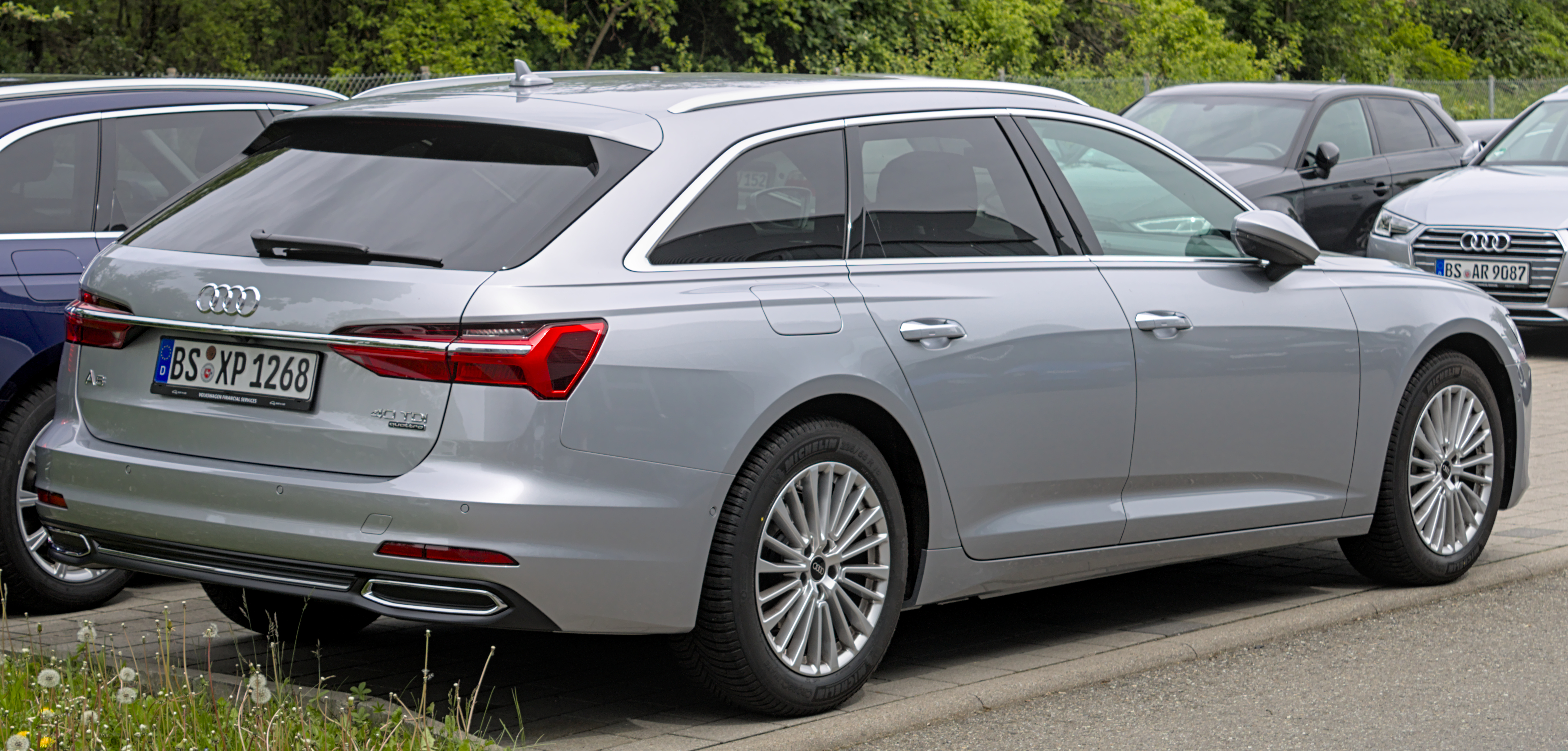
Audi A6 C8 Avant
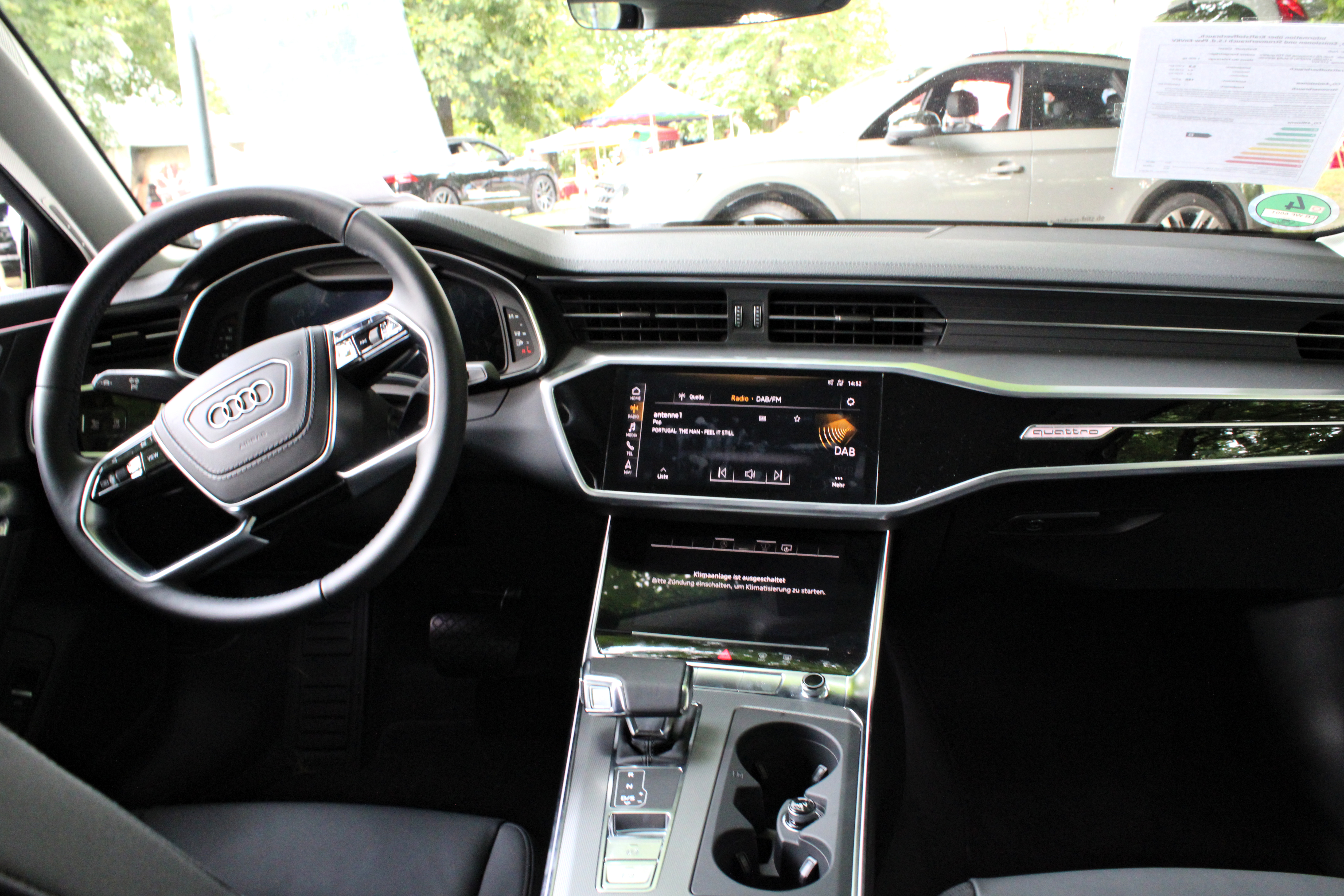
Место водителя

## Двигатели
Бензиновые:
- 2.0 л TFSI VW EA888 І4 (245/252/265 л. с.)
- 2.0 л TFSI VW EA888EVO4 І4 (265 л. с.)
- 3.0 л TFSI VW EA839 V6 (340 л. с.)
- 3.0 л TFSI VW EA839 V6 (450 л. с.)
- 4.0 л TFSI VW EA825 V8 (600 л. с.)

Дизельные:
- 2.0 л TDI VW EA288EVO I4 (163/204 л. с.)
- 3.0 л TDI VW EA897EVO2 V6 (231/245/286 л. с.)
- 3.0 л TDI VW EA897EVO3 V6 (286 л. с.)
- 3.0 л TDI V6 (344/349 л. с.)